# Werner Stücheli

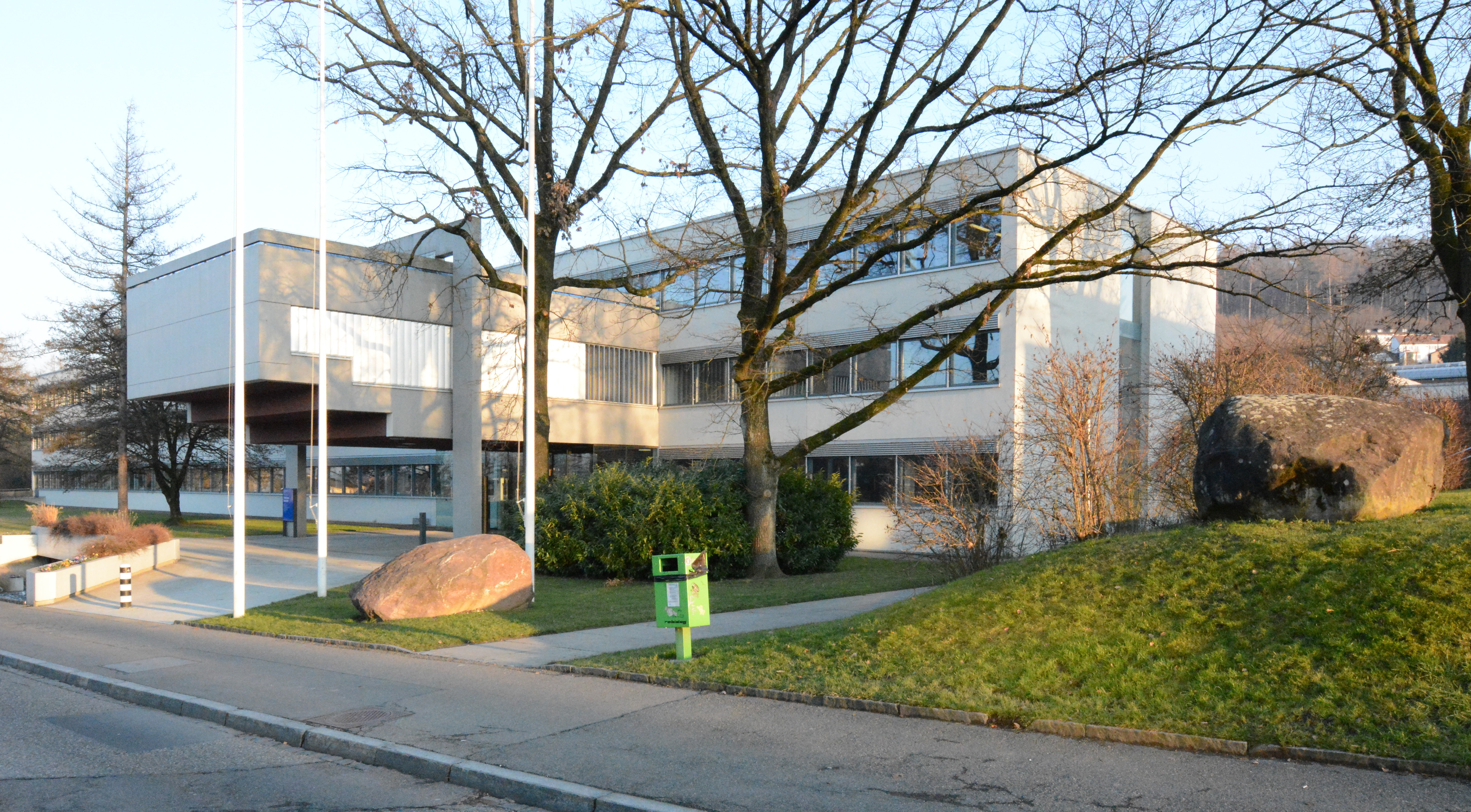
Kantonales Tierspital, 1945–1966

Werner Hansjakob Stücheli (* 10. August 1916 in Zürich; † 7. März 1983 ebenda) war ein Schweizer Architekt.

## Leben und Karriere
Nach dem frühen Tod des Vaters, der als Bauführer arbeitete, eröffnete seine Mutter eine Pension, in der alle fünf Geschwister mithalfen. 1936 begann Werner Stücheli sein Studium an der ETH in Zürich, das er bei Otto R. Salvisberg abschloss. Nach seinem Diplom 1941 war er an der ETH bis 1944 Assistent bei Hans Hofmann und arbeitete zudem im Büro von William Dunkel. Nachdem er sich mit dem Wettbewerbserfolg für das Tierspital der Universität Zürich 1945 selbständig machen konnte, war er bald einer der erfolgreichsten Architekten Zürichs und konnte in rascher Folge mehrere Hochhäuser und grössere Überbauungen realisieren, die bis heute das Stadtbild prägen.
Als junger Mann war er froh, für den Aktivdienst zu den Sappeuren ausgehoben zu werden, die für ihn als Architekten das richtige Aufgabenfeld bereitstellten. In seiner 46 Jahre dauernden Militärkarriere brachte er es in den 1960er-Jahren bis zum Chef der Genietruppen des Feldarmeekorps 4. Im Nachruf werden seine informativen und packenden Vorträge vor Armeeschülern erwähnt.
Stücheli wird auffallend oft als extrem hilfsbereit, obwohl erfolgreich, nicht am materiellen Erfolg interessiert und mit beachtlichem Verhandlungsgeschick geschildert. Als begeisterter Stadtmensch erkundete er Zürich zu Fuss und mit dem Vélosolex. Er muss Züge eines Originals getragen haben. So berichtet sein Freund Max Ziegler von einer Episode, als er nach einer Feier dem Regimentskommandanten anbot, ihn noch nach Hause zu bringen. Der war, unten angelangt, erstaunt, das Solex zu sehen. Trotzdem liess er sich auf dem Gepäckträger des Mofas nach Hause bringen.
Als Chefarchitekt der Gartenbauausstellung 1959, die an den Ufern des Zürichsees nur ein Jahr nach der Schweizerischen Ausstellung für Frauenarbeit 1958 (SAFFA) stattfand, wollte er die Fahrt vom Bahnhof zur Landiwiese und von den Ausstellungsorten an beiden Seeufern als touristisches Ereignis einer Stadt am Wasser inszenieren. Er reiste daher 1955 nach Amsterdam, um die dortigen Grachtenschiffe zu studieren, die flach genug waren, um auch die tiefen Limmatbrücken unterqueren zu können, und seit 1959 gibt es daher in Zürich die Limmatschiffahrt. Die Seilbahn über den Zürichsee mit den 55 m hohen Pylonen wurde nach der Ausstellung wieder abgebaut. Als engagierter Verkehrs- und Strukturplaner war er für städtebauliche Konzepte wie den Richtplan für den Schanzengraben zuständig, der die Promenade am Ufer des kleinen Gewässers mitten durch die Innenstadt ermöglicht. Ebenso schuf er die «Rote Spinne», den Grosskreisel, Verkehrstunnel und die Fussgängerüberführung am Bucheggplatz.
Er engagierte sich in vielen Gremien, als Mitglied des Baukollegiums der Stadt Zürich und als Vorstand der SIA-Sektion trieb er die Stadtentwicklung Zürichs voran. Für den SIA erreichte er, nach beinahe siebzig Jahren Bemühungen darum, 1967 endlich auch den Bau eines eigenen Verwaltungs- und Tagungsgebäudes. Nach den Vorüberlegungen für eine Bewerbung von Einsiedeln als Austragungsort der Olympischen Winterspiele trieb Stücheli die Entwicklung des Skigebiets Hoch-Ybrig voran, des «Skigebiets für Zürich». In den 1960er Jahren war er in der Stadt so bekannt, dass ihn die SP 1963 zur Nominierung zur Wahl des Stadtpräsidenten vorschlug, was er aber ablehnte.
Nachdem 1971 bereits Ernst Stücheli und Theo Huggenberger zu Partnern wurden, wurde das Büro nach seinem Tod als Stücheli Architekten weitergeführt und besteht unter diesem Namen mit wechselnden Partnern bis heute. Die Trauerfeierlichkeiten am 11. März waren noch einmal ein Grossereignis: Um die 2000 Personen zählende Trauergemeinde unterzubringen, wurde die Abschiedsfeier aus dem Fraumünster auch in die benachbarte Kirche St. Peter und die Wasserkirche übertragen.

## Gebautes Werk
Der gewonnene Wettbewerb für das Tierspital legte den Grundstein seiner Karriere. Die Anlage, die für den neuen Universitätsstandort ennet der Irchelstrasse ausgeschrieben wurde, überzeugte durch ihre klare Gliederung: Forschung und Lehre (Mensch), Behandlung und Pflege (Mensch und Tier) und die Stallungen (Tier) waren klar in ihrer Abgrenzung aufeinander bezogen und bildeten ein funktionales Ganzes. Am Hang des Zürichbergs gelegen, betont der universitäre Eingangsbau durch seine dominierende, dreigeschossige Horizontale von immerhin 100 Metern Breite die Bedeutung des Instituts; über dem Haupteingang kragt der zentrale Hörsaal. Dahinter schliessen die beiden Behandlungsbauten einen grosszügigen Innenhof ein, an den sich kammartig dann die Ställe aufreihen. Die endgültige Realisierung verzögerte sich allerdings um über zwanzig Jahre und wurde erst 1966 fertiggestellt.
Dadurch wurde der erste Bau des Büros die Siedlung Köschenrüthi der Baugenossenschaft Schönau in Zürich Seebach, zusammen mit Fritz Jenny, ein Ensemble aus 25 Doppelmehrfamilienhäusern und 48 Einfamilienhäusern, es erhielt die Zürcher Auszeichnung für gute Bauten. Diesen Preis gewann Stücheli insgesamt neun Mal, unter anderem mit dem Berta-Haus von 1952. Stücheli lehnte hier, wie bei vielen seiner späteren Bauwerke, die Zonenverordnung ab, die einen durchgehend dreigeschossigen Blockrand vorsah, und arbeitete mit dem Mittel der Differenzierung, indem er ein sechsgeschossiges Wohnhaus an der Bertastrasse anordnete, das mittels eingeschossigen Ladenbauten an die angrenzenden Altbauten angeschlossen wurde.
Ganz ähnlich ist seine Intervention beispielsweise beim Haus am Stadion, einem fünfgeschossigen Kopfbau, der sich in Beziehung setzt zu den Solitärbauten des Oerlikoner Stadtrandes, dem Tramdepot, Hallenstadion, Stadthof 11 und der offenen Rennbahn. Dahinter vermittelt ein gestaffelter Baukörper zur Blockrandbebauung des geschlossen überbauten Ortsteils.

### Hochhäuser in Zürich

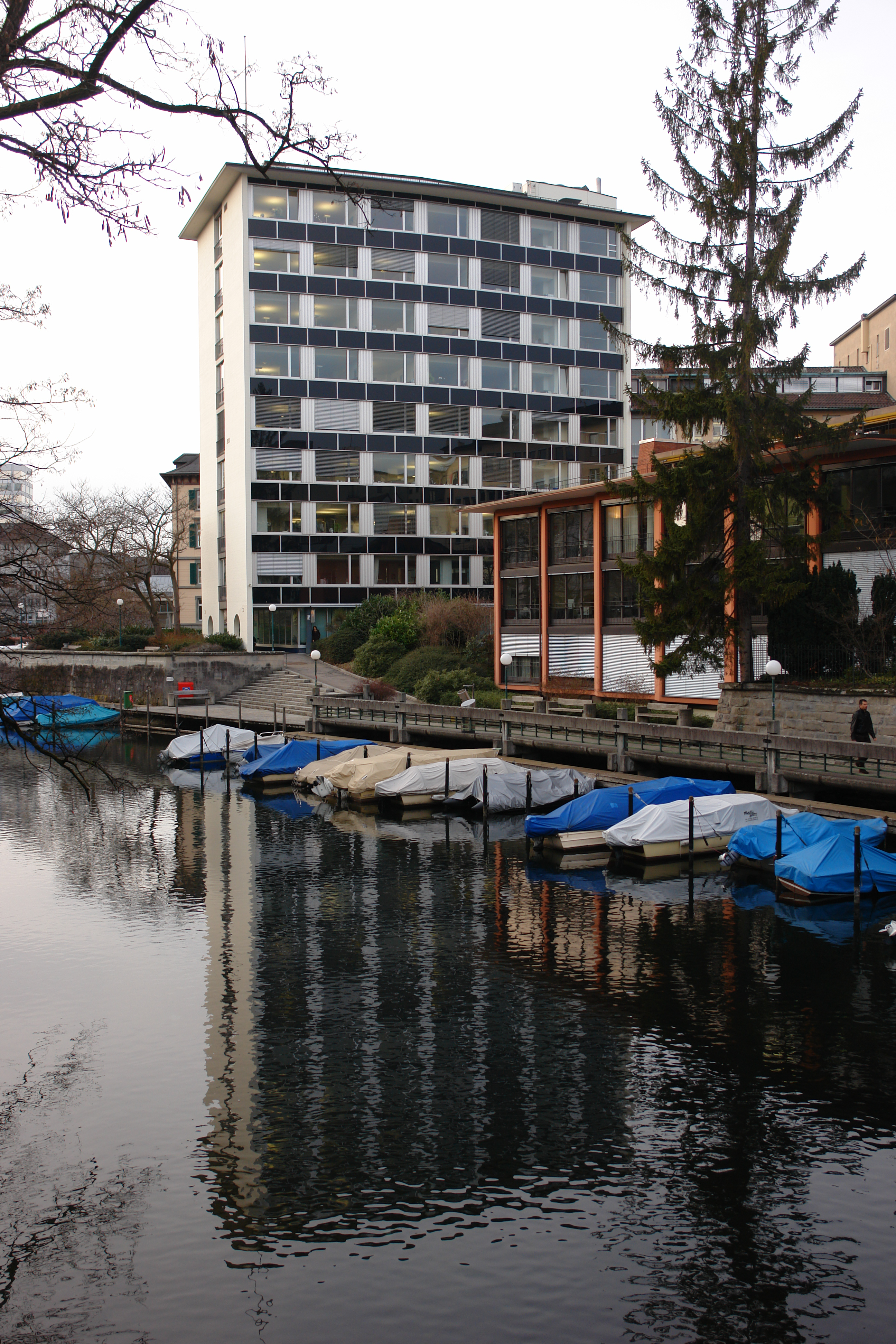
Das Haus Zur Bastei, Blick von der Bleicherweg-Brücke

Als erstes Hochhaus in Zürichs Innenstadt konnte Stücheli 1953–55 das Geschäftshaus Zur Bastei am Schanzengraben realisieren. Statt der nach Bauverordnung eigentlich geforderten Blockrandbebauung schlug Stücheli das neungeschossige Hochhaus auf trapezförmigem Grundriss vor, wodurch das restliche Bauvolumen im relativ kleinen dreistöckigen Appartementhaus untergebracht werden konnte und so der Blockinnenbereich grosszügig gegen den Schanzengraben hin geöffnet werden konnte.

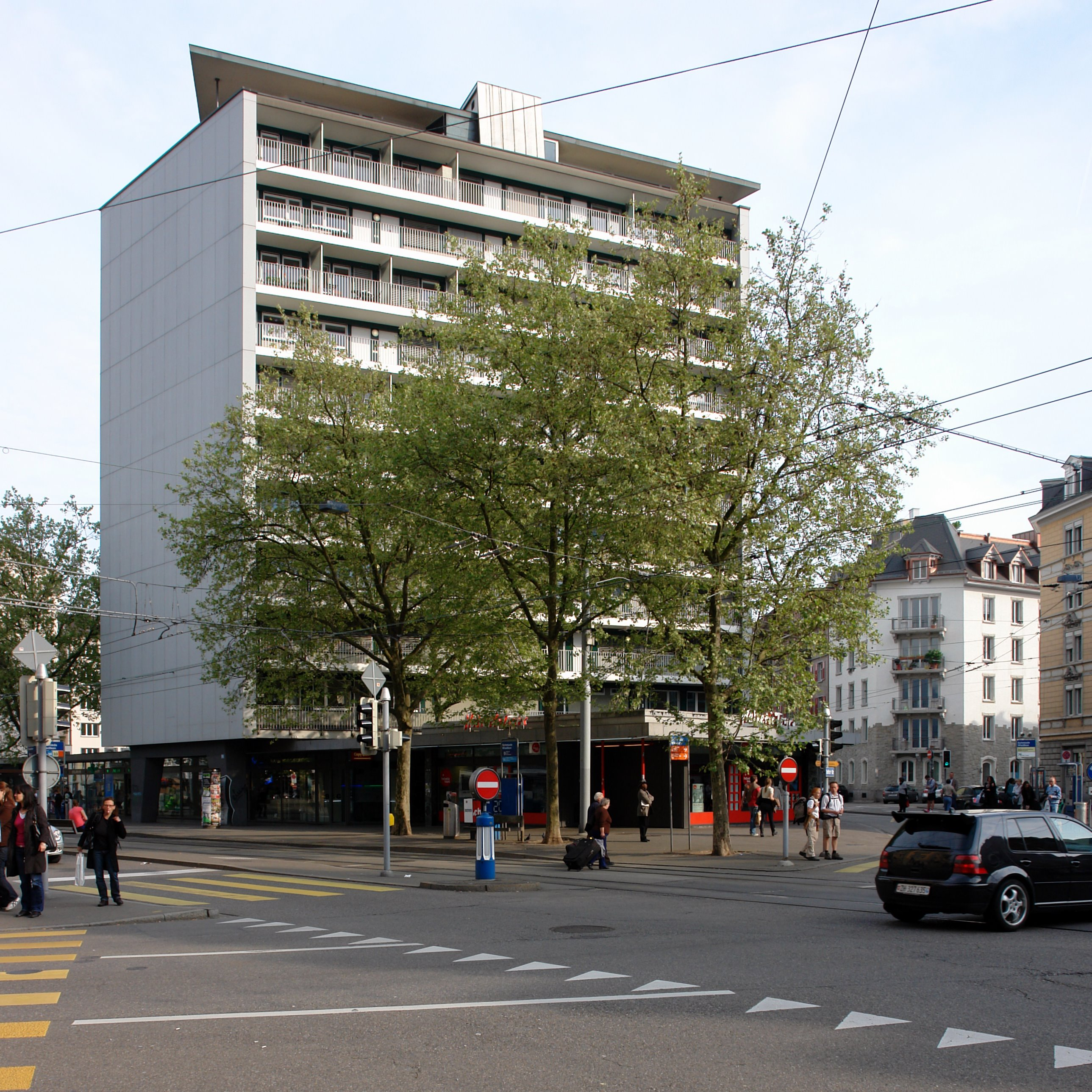
Die Schmiede in Wiedikon

1957–58 errichtete er im Zentrum Wiedikons auf spitzwinkligem dreieckigen Grundriss in der Gabelung zwischen zwei Hauptstrassen das elfgeschossige Hochhaus Schmiede Wiedikon. Die Wohnungen des quer zur Spitze stehende Hauses sind dem dreieckigen Grundriss entsprechend aufgefächert. Die durchlaufenden Balkone der Nordseite bilden abwechselnd die Laubengangerschliessungen der Eingangsgeschosse und jeweils darüber Balkone der Maisonette-Obergeschosse.
In der entstehenden City westlich der Bahnhofstrasse baute Stücheli zusammen mit René Herter Anfang der 1960er-Jahre das Hochhaus Zur Schanze. Dabei verhandelte er baurechtlich über Grundstückstausch und die Sicherung von städtischen Grundstücken wie dem benachbarten Alten Botanischen Garten und der Freihaltung des Schanzengrabens – die punktuell hohe Bebauung sollte an anderen Stellen Freiflächen ermöglichen –, so dass er an städtebaulich hervorgehobener Position ein dreizehngeschossiges Gebäude realisieren konnte, das sich über dem eingeschossigen Sockel erhebt.
Zwei weitere Hochhäuser, die Stücheli als städtebauliche Dominanten ansah, entstanden etwa zur gleichen Zeit, den frühen 1960er-Jahren, als die Automobilisierung auch in der Schweiz boomte, an der Ausfallstrasse zum Limmattal, der Badenerstrasse: Einmal die Garage Franz AG, ein Peugeot-Händler. Für das Hochhaus musste die Mantelnutzung gesucht werden: Zunächst als Hauptvertretung von Peugeot in der Schweiz geplant, wurde nach dessen Entscheidung, in die Peripherie zu gehen, ein umfangreiches Projekt mit 400-Betten-Hotel, Reisebüro, Schwimmbad und Shoppingcenter geplant. Schliesslich wurde das Projekt redimensioniert und auf einem Viertel des ursprünglichen Areals eine zehngeschossige Bürohausscheibe über das zweigeschossige Autohaus gesetzt.
Das andere Hochhaus, dessen Auftraggeber, die Alusuisse AG einen elfgeschossigen Hauptsitz erhielt, wurde ebenfalls mit einem Autohaus kombiniert, diesmal für die Emil Frey AG. Auch bei diesem Projekt, das in Arbeitsgemeinschaft mit Hermann Weideli und Walter Gattiker entstand, wurde also mit «differenzierten Baukörpern» gearbeitet: flache Bauwerke an der Strasse und zur gegenüberliegenden Schule hin, mit einer Verdichtung der Baumasse beim Hochhaus im Blockinneren. Anlässlich der Unterschutzstellung des Alusuisse-Turms im Jahre 2013 wurde die ornamentale Wirkung der «bemerkenswert präzise gestalteten Aluminiumfassade» gewürdigt – hergestellt natürlich aus Aluminiumprofilen, -paneelen und -storen.

## Werkauswahl
- 1949–1950: Kino Sternen; Franklinstrasse, Zürich Oerlikon (683535 / 251485)
- 1950–1952: Oberzolldirektion; Bern mit Hans und Gret Reinhard
- 1950–1952: Mehrfamilienhaus mit Ladengeschäften; Bertastrasse/Gutstrasse, Zürich Wiedikon (680951 / 247150)
- 1950–1952: Stadion, Mehrfamilienhaus und Restaurant, Zürich Oerlikon (683765 / 251675)
- 1950–1952: Römerhof, Geschäftshaus mit Restaurant; Asylstrasse, Zürich Hottingen (684705 / 246955)
- 000001953: Lebensmittelverein Zürich, Büro- und Lagerhaus; Turbinenstrasse, Zürich Industriequartier – abgerissen
- 1952–1954: Schulhaus Küngenmatt; Küngenmatt, Zürich Wiedikon (680400 / 246920)
- 000001954: Leibundgut, Einfamilienhaus; Uitikon
- 1953–1955: Geschäftshaus zur Bastei, Hochhaus und Appartementhaus am Schanzengraben; Bärengasse, Zürich (682925 / 247070)
- 1953–1955: Apartmenthaus; Forchstrasse, Zürich
- 1955–1956: Genossenschaftliches Seminar; Muttenz
- 000001956: Bally-Haus Stauffacher; Badenerstrasse, Zürich Aussersihl (682375 / 247520)
- 1955–1957: Geschäfts- und Wohnhaus; Neumarkt, Zürich (683690 / 247480)
- 1955–1958: Spirgarten, Quartierzentrum und Hotel; Lindenplatz, Zürich Altstetten (679040 / 249055)
- 1956–1958: Marta-Haus, Hotel; Zähringerstrasse, Zürich (683540 / 247825)
- 1957–1958: Schmiede Wiedikon, Hochhaus und Ladenzeile; Birmensdorferstrasse, Zürich Wiedikon (681600 / 247130)
- 000001958: Zürcher Lagerhaus AG, Lager- und Fabrikationsgebäude (Anbau Nord); Giesshübelstrasse, Zürich Wiedikon (681595 / 245985)
- 1958–1959: Zürich-Haus, Sitz der Zürich-Versicherung Deutschland; Frankfurt (abgerissen)
- 000001959: G59 1. Schweizerische Gartenbau-Ausstellung mit Landschaftsarchitekt Pierre Zbinden
- 1955–1960: Imago, Tiefdruckanstalt, Geschäftshaus, Post; Uetlibergstrasse, Zürich Wiedikon (681400 / 246060)
- 000001960: Büro- und Wohnhaus; Leonhardshalde, Zürich (683600 / 247910)
- 1959–1961, 1968: Tages-Anzeiger, Geschäftshaus; Werdstrasse, Zürich Aussersihl (682455 / 247430)
- 1957–1962: Franz AG, Geschäftshaus und Garage; Badenerstrasse, Zürich Wiedikon (681035 / 247950)
- 1961–1962: Geschäftshaus zur Schanze, Hochhaus und Ladenzeile; Talstrasse, Zürich (682825 / 247205)
- 1947, 1960–1963: Kantonales Tierspital; Winterthurerstrasse, Zürich Oberstrass (684005 / 250545)
- 1961–1964: Aluminium-Industrie AG, Hochhaus, und Emil Frey AG, Garage; Buckhauserstrasse/Badenerstrasse, Zürich Altstetten (679660 / 248890)
- 1964–1965: Freibad – Zwischen den Hölzern; Oberengstringen (678125 / 251460) mit Landschaftsarchitekt Pierre Zbinden[20]
- 000001965: Schuhhaus Hug; Limmatquai, Zürich (683425 / 247655)
- 1962–1966: Friedhof Schwandenholz; Zürich Seebach (682580 / 252800) mit Landschaftsarchitekt Pierre Zbinden
- 000001968: Zürcher Lagerhaus AG, Geschäftshaus (Anbau Süd); Giesshübelstrasse, Zürich Wiedikon (681695 / 245840)
- 1965–1969: Schweizerische Rückversicherung, Geschäftshaus; Mythenquai, Zürich Enge (682825 / 246025) – abgerissen (Neubau: Diener Diener)
- 1970–1972: Personenüberführung «Spinne»; Bucheggplatz, Zürich Unterstrass (682638 / 250276)
- 1970–1974: Nordfinanzbank, Geschäftshaus; Bahnhofstrasse, Zürich (683180 / 246860)
- 1971–1978: Geschäftshaus Tessinerplatz, Hochhaus und Ladenzeile «Engi-Märt»; Seestrasse, Zürich Enge (682570 / 246430) – Teilabriss, Umbau 2014 (SAM Architekten)